# Gisel González
Gisel González Muñoz (ur. w 1974) – kubański szpadzista, złoty medalista mistrzostw świata.
Podczas mistrzostw świata w Kapsztadzie w 1997 roku Kubańczycy w składzie: Gisel González, Iván Trevejo, Carlos Pedroso i Nelson Loyola zdobyli złoty medal w zawodach drużynowych. W rywalizacji indywidualnej zajął tam 94. miejsce.
Nigdy nie wystąpił na igrzyskach olimpijskich.